# 手繰川
手繰川（てぐりがわ

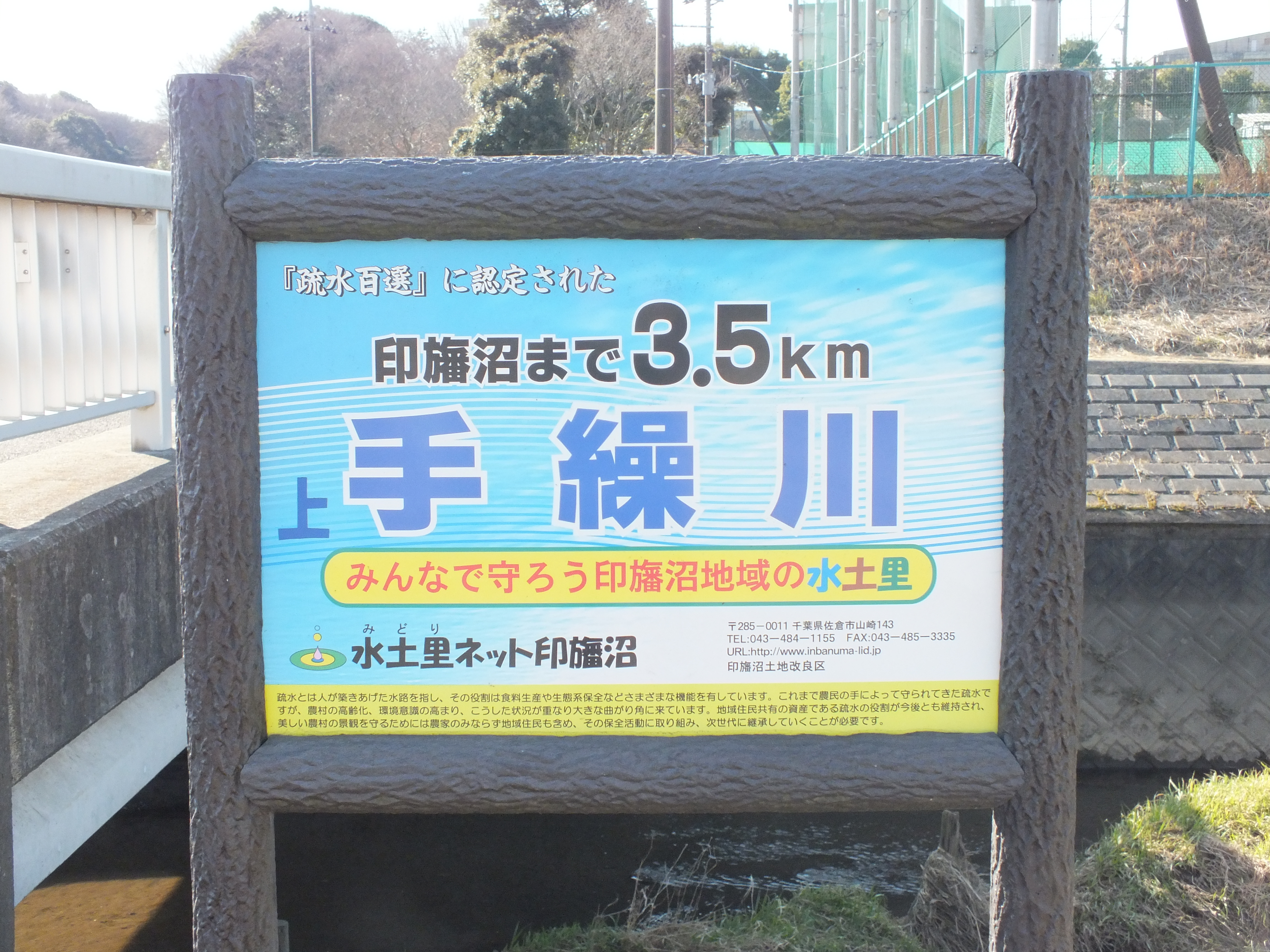
河川名標

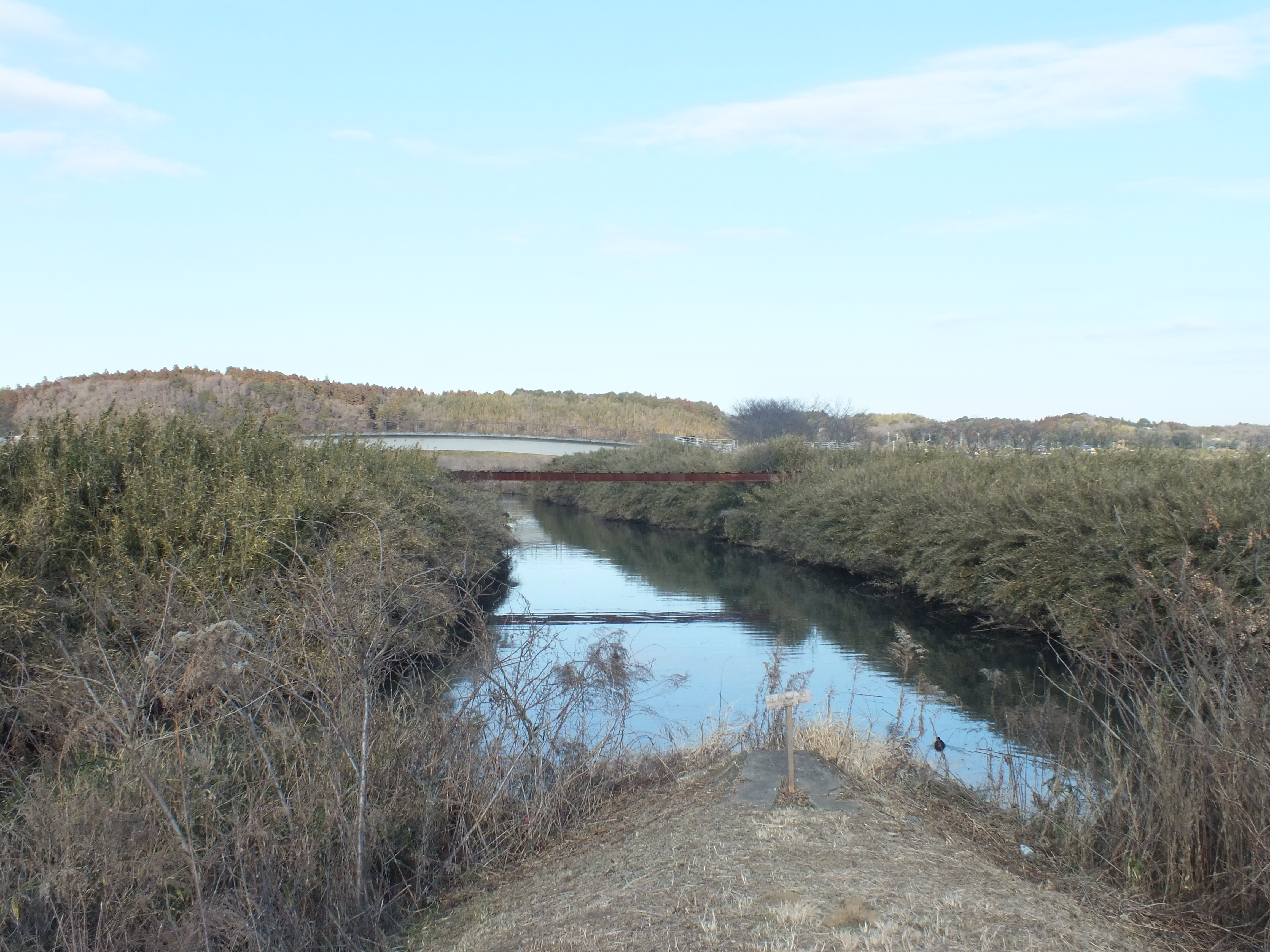
小竹川（左）と手繰川（右）の合流地点

、たぐりがわ）は、千葉県四街道市・佐倉市を流れる利根川（印旛沼）水系の一級河川。なお「手操川」は誤表記である。

## 地理
四街道市中央付近の市街地に源を発し北流する。水源付近に四街道第1浄水場があり、手繰川の地下水のみで受水している。佐倉市にかけて中流部にはゆるやかな河岸段丘が形成されている。下流部は田地が多く、小竹川を合わせると間もなく西印旛沼に合流する。正式には臼井台の京成本線軌道より上流部（萱橋付近まで）は「上手繰川」という名称である。手繰川区間（2,772m）は一級河川、上手繰川区間は準用河川にそれぞれ指定されている。萱橋付近より上流部は「四街道雨水幹線」（現：四街道第1都市下水路）という公共下水道雨水幹線である。
佐倉市の主要河川の一つであるが川幅は小さめで、護岸工事がなされていないことから水質は良好であり、自然の土手場が形成されている。ブラックバスや在来魚のコイ、フナ等が生息している。美しいカワセミも見られる。2003年（平成15年）度に流域の自然を考慮した河川改修が千葉県水質保全課により行われ、2004年に維持管理主体が佐倉市へ移管された。更なる水質保全のため、同年3月石神橋付近に上手繰川植生浄化施設を設置した。

## 治水
手繰川区間は水資源開発公団・千葉県により整備が行われた。また上手繰川区間は佐倉市・四街道市で手繰川対策協議会を設置し、1994年（平成6年）度に河川改修を終えている。四街道雨水幹線は老朽化に合わせ、2006年（平成18年）度より2010年（平成22年）度まで改修を行った。だが近年は大雨時に浸水被害をもたらすこともあり、その対策を検討している段階にある。

## 支流
- 畔田沢
- 下志津沢
- 小竹川（上小竹川・高野川）　一級河川
  - 井野川

## 主な橋
- 千葉県道64号千葉臼井印西線
- 東関東自動車道
- 西山橋(四街道市内黒田と萱橋を結ぶ橋)
- 浮土橋(四街道市内黒田と佐倉市畔田を結ぶ橋)
- 畔田橋
- 川土橋
- 生谷橋
- 下志津橋
- 石神橋（水道道路）
- 京成本線橋梁
- 上座橋
- 手繰橋（国道296号）
- 無名橋
- 新先崎橋
- 大畑橋

## 参考資料
- 四街道市議会会議録　平成21年9月定例会第3回（9月11日）
- 四街道市議会会議録　平成23年9月定例会第3回（9月9日）